# باریک‌سر بزرگ
باریک‌سر بزرگ (نام علمی: Coloconger giganteus) نام یک گونه از سرده مارماهی‌های کرمی است.